# Кінгсленд (Джорджія)
Кінгсленд (англ. Kingsland) — місто (англ. city) в США, в окрузі Кемден штату Джорджія. Населення — 18 337 осіб (2020).

## Географія
Кінгсленд розташований за координатами 30°50′45″ пн. ш. 81°47′28″ зх. д. / 30.84583° пн. ш. 81.79111° зх. д. (30.845932, -81.791078).  За даними Бюро перепису населення США в 2010 році місто мало площу 116,47 км², з яких 110,65 км² — суходіл та 5,82 км² — водойми.

### Клімат
| Клімат : Кінгсленд    | Клімат : Кінгсленд | Клімат : Кінгсленд | Клімат : Кінгсленд | Клімат : Кінгсленд | Клімат : Кінгсленд | Клімат : Кінгсленд | Клімат : Кінгсленд | Клімат : Кінгсленд | Клімат : Кінгсленд | Клімат : Кінгсленд | Клімат : Кінгсленд | Клімат : Кінгсленд | Клімат : Кінгсленд |
| Показник              | Січ.               | Лют.               | Бер.               | Квіт.              | Трав.              | Черв.              | Лип.               | Серп.              | Вер.               | Жовт.              | Лист.              | Груд.              | Рік                |
| Середній максимум, °C | 17,2               | 18,9               | 22,8               | 26,1               | 28,9               | 31,7               | 32,8               | 32,2               | 30,0               | 26,7               | 22,2               | 18,9               | 25,7               |
| Середній мінімум, °C  | 2,8                | 4,4                | 7,8                | 11,7               | 15,6               | 20,0               | 21,7               | 21,7               | 19,4               | 13,3               | 8,3                | 5,0                | 12,7               |
| Днів з дощем          | 6                  | 6                  | 6                  | 5                  | 5                  | 10                 | 10                 | 12                 | 9                  | 6                  | 3                  | 5                  | 83,0               |
| Вологість повітря, %  | 82.3               | 77.2               | 84.2               | 83.6               | 78.1               | 80.4               | 83.7               | 84.9               | 89.2               | 86.6               | 89.4               | 88.2               | 83                 |
| --------------------- | ------------------ | ------------------ | ------------------ | ------------------ | ------------------ | ------------------ | ------------------ | ------------------ | ------------------ | ------------------ | ------------------ | ------------------ | ------------------ |
| Джерело:              |                    |                    |                    |                    |                    |                    |                    |                    |                    |                    |                    |                    |                    |

## Демографія
Згідно з переписом 2010 року, у місті мешкало 15 946 осіб у 5783 домогосподарствах у складі 4289 родин. Густота населення становила 137 осіб/км².  Було 6506 помешкань (56/км²).
Расовий склад населення:
| - 69,3 % — білих - 23,1 % — чорних або афроамериканців - 2,3 % — азіатів - 0,5 % — корінних американців - 0,2 % — вихідців з тихоокеанських островів - 1,1 % — осіб інших рас |

До двох чи більше рас належало 3,5 %. Частка іспаномовних становила 5,5 % від усіх жителів.
За віковим діапазоном населення розподілялося таким чином: 30,4 % — особи молодші 18 років, 62,7 % — особи у віці 18—64 років, 6,9 % — особи у віці 65 років та старші. Медіана віку мешканця становила 29,4 року. На 100 осіб жіночої статі у місті припадало 94,8 чоловіків;  на 100 жінок у віці від 18 років та старших — 90,7 чоловіків також старших 18 років.
Середній дохід на одне домашнє господарство  становив 63 908 доларів США (медіана — 57 449), а середній дохід на одну сім'ю — 68 393 долари (медіана — 64 014). Медіана доходів становила 42 455 доларів для чоловіків та 29 081 долар для жінок. За межею бідності перебувало 8,9 % осіб, у тому числі 7,5 % дітей у віці до 18 років та 12,1 % осіб у віці 65 років та старших.
Цивільне працевлаштоване населення становило 7050 осіб. Основні галузі зайнятості: публічна адміністрація — 18,6 %, освіта, охорона здоров'я та соціальна допомога — 15,6 %, роздрібна торгівля — 13,1 %, мистецтво, розваги та відпочинок — 13,1 %.